# 石川県道・富山県道325号良川磯辺線

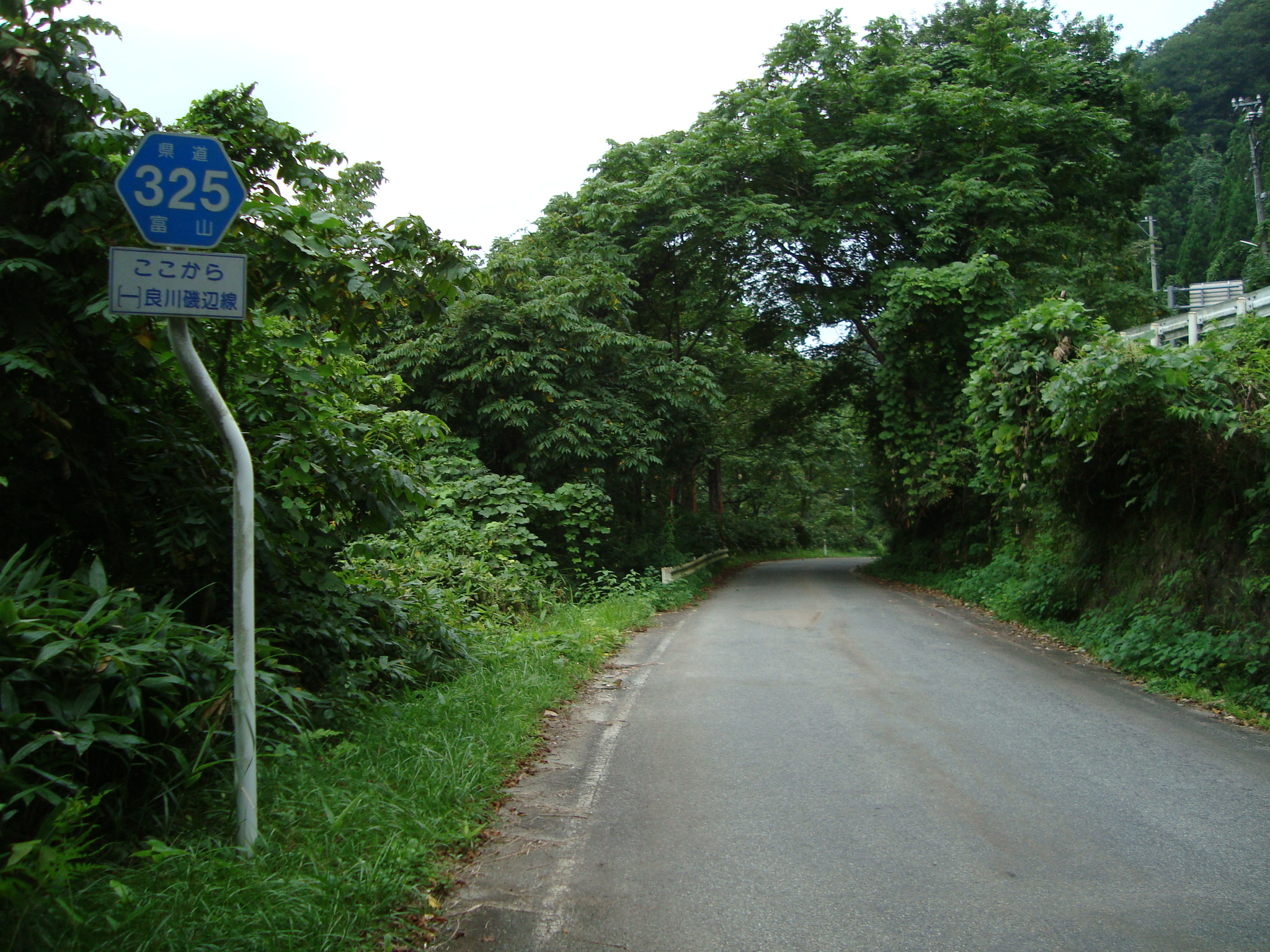
富山県氷見市磯辺付近

石川県道・富山県道325号良川磯辺線（いしかわけんどう・とやまけんどう325ごう よしかわいそべせん）は、石川県鹿島郡中能登町と富山県氷見市を結ぶ一般県道（石川県道・富山県道）である。「良川磯部線」と表記されているものもみられるが、これは誤りである。

## 概要
- 起点：石川県鹿島郡中能登町良川り9番2地先[2]（＝良川交差点・石川県道2号七尾羽咋線交点）
- 終点：富山県氷見市磯辺字唐谷4[3]（＝富山県道18号氷見田鶴浜線交点）

石川県鹿島郡中能登町の旧鳥屋町の南部にある良川から東南東に進み、邑知地溝帯（邑知平野）に位置する、旧鹿島町の最勝講（さいすこ）を経て、徳前（とくぜん）に至る区間と、井田から南に向きを変えて、小竹（おだけ）の集落内に至る区間および小竹から標高300mから500m前後の山々（石動山地）を抜けて富山県氷見市に至る峠越えの区間で成り立っている。3つの区間とも、集落内の区間および山間部の区間は車両の行き違いができないほど幅員が狭い区間も存在する。

## 現況
車道は全区間舗装されているものの、幅員は1車線から1.5車線程度であり、ところどころに待避所が設置されている。また、地下水を水源とする消雪パイプが中能登町良川（534m）、同町井田（1,052m）、および同町小竹（258m）にそれぞれ設置されている。
歩道は中能登町良川地内（起点から約200mとJR七尾線踏切から最勝講手前）に設置されているが、いずれも車道片側のみである。富山県側には設置されていない。

## 歴史
- 1923年（大正12年）4月1日：「富山縣氷見郡八代村ヨリ良川停車場ニ達スル路線（八代良川停車場線、百五十八號）」が路線認定[4]。
- 1960年（昭和35年）10月15日：道路法（昭和27年 法律第180号）第10条第1項の規定に基づき、八代良川停車場線（整理番号158）廃止[5]。同時に、同法同条同項の規定に基づき、鹿島良川停車場線（同13）[6]、良川阿尾線（同150）[7]をそれぞれ路線認定。
- 1972年（昭和47年）：
  - 3月21日：道路法（昭和27年 法律第180号）第10条第1項の規定に基づき、鹿島良川停車場線（整理番号13）廃止[8]。
  - 3月31日：道路法（昭和27年 法律第180号）第10条第1項の規定に基づき、良川阿尾線（整理番号150）廃止[9]。同時に、同法同条同項の規定に基づき、当県道を路線認定[10][3]。

## 接続道路
- 石川県道2号七尾羽咋線（石川県鹿島郡中能登町良川・良川交差点：起点）
- 石川県道112号良川停車場線（中能登町良川）
- 国道159号（中能登町徳前・ラピア鹿島交差点）
- 国道159号（中能登町井田・井田交差点）
- 石川県道244号七尾鹿島羽咋線（中能登町小竹）
- 石川県道244号七尾鹿島羽咋線（中能登町小竹）
- 富山県道18号氷見田鶴浜線（富山県氷見市磯辺：終点）

## 重複区間
- 国道159号（鹿島郡中能登町徳前・ラピア鹿島交差点 - 同町井田・井田交差点）
- 石川県道244号七尾鹿島羽咋線（中能登町小竹地内）

## 冬期閉鎖区間
- 石川県鹿島郡中能登町小竹 - 富山県氷見市胡桃 3.7km
  - 概ね12月上旬から翌年3月下旬まで閉鎖される。石川県側は当県道と接する集落末端の民家の先、富山県側は氷見市胡桃の堂田橋から先が実質的な冬期閉鎖区間となる。常設のゲートはなく、閉鎖期間中に通行止めの道路標識がついたトラ板つきのバリケードが設置される。
  - 中能登町小竹の峠道入口および氷見市磯辺の富山県道18号氷見田鶴浜線との交点には道路情報掲示板のC型（板式のもの）が設置されている。

## 通過する自治体
- 石川県
  - 鹿島郡中能登町
- 富山県
  - 氷見市

## 周辺
- JR七尾線 良川駅
- 七尾鹿島広域圏事務組合中能登消防署
- 北陸電力 新能登変電所
- アル・プラザ鹿島
- 中能登マイタウン